# CAR Hyper
CAR Hyper（カー・ハイパー）はテレビ埼玉（テレ玉）制作による、関東地方の独立局で放送されていた自動車情報番組である。
本稿では、2007年10月からの後継番組であり、とちぎテレビ（とちテレ）制作で放送中のCarXs（カーエックス）についても説明する。

## 概要
モータースポーツや自動車関連イベントのレポート、新車インプレッション、番組出演者の愛車自腹チューンナップ企画、番組提供・協力ショップの紹介など、様々な自動車関連の情報を放送している。

## CAR Hyper
当初のタイトルであり、前述の通りテレ玉制作で放送されていた。2007年9月24日で、『CAR Hyper』としての放送を終了。同年10月からは後述する『CAR☆Xs』のタイトルとなり、制作局はとちぎテレビに変更になった。

### 放送局
- テレビ埼玉（毎週月曜24:30 - 25:00） - 制作局
- とちぎテレビ（毎週日曜24:00 - 24:30）
- 東京MXテレビ（毎週木曜26:00 - 26:30）

### 出演者
- 砂子塾長（レーシングドライバー）
- 山田英二[ラーマン山田]（レーシングドライバー）
- 青木孝行[ブルー青木]（レーシングドライバー）
- 木下隆之[木下アニキ]（レーシングドライバー）
- 植松忠雄（レーシングドライバー）
- 新井敏弘（ラリードライバー）
- 谷口行規（ユークス社長）[1]
- 滝本猛夫（トータルシステム（洗剤革命）社長、番組内ではその風貌から「陳さん」と呼ばれている）[1]
- ENDLESSレディ
- アップルガール
  - 青島あきな（現：大田明奈）
  - 内山智花
  - 上田聡美

## CarXs
2007年10月5日より、とちテレ制作として放送開始。「Hyper」未放送の千葉テレビ放送（チバテレ）にも当初ネットされていたが（2020年代はチバテレでのネット無し）、その一方でテレ玉にはネットされていなかった。しかし後にネットされるようになった。
タイトルについては、ロゴデザインと共に何度か変遷しており、『CAR☆Xs』『carXs』『CARXs』などと度々変更されている。後に日本自動車用品・部品アフターマーケット振興会（NAPAC）とのコラボレーションにより、タイトルに「with NAPAC」がつくようになった。2020年代現在では、『CarXs with NAPAC』（カーエックス ウィズ ナパック）のタイトルとなっている。
番組内容としては『CAR Hyper』と大差ないものの、とちテレ制作ということもあり、時折レーシング仕様の車を使用した栃木県内のドライブや飲食店・観光地情報を伝えることもある。

### 放送局
ネット局は2023年1月現在。
| 放送対象地域 | 放送局                                     | 系列   | 放送曜日・時間               | 備考                             |
| ------------ | ------------------------------------------ | ------ | ---------------------------- | -------------------------------- |
| 栃木県       | とちぎテレビ（とちテレ、GYT）              | 独立協 | 金曜 22:00 - 22:30           | 制作局 再放送は日曜22:30 - 23:00 |
| 群馬県       | 群馬テレビ（群テレ、GTV）                  | 独立協 | 日曜 22:00 -22:30            |                                  |
| 埼玉県       | テレビ埼玉（テレ玉、TVS）                  | 独立協 | 水曜 0:00 - 0:30（火曜深夜） |                                  |
| 東京都       | 東京メトロポリタンテレビジョン（TOKYO MX） | 独立協 | 日曜 10:30 -11:00            | MX2で放送                        |